# Neolophonotus pilosus
Neolophonotus pilosus är en tvåvingeart som beskrevs av Jason Gilbert Hayden Londt 1986. Neolophonotus pilosus ingår i släktet Neolophonotus och familjen rovflugor. Inga underarter finns listade i Catalogue of Life.